# Readtsjerk
Readtsjerk (en néerlandais : Roodkerk) est un village de la commune néerlandaise de Dantumadiel, dans la province de Frise.

## Géographie
Le village est situé dans le nord de la Frise, au sud-ouest de Damwâld.

## Démographie
Le 1er janvier 2018, le village comptait 185 habitants.

## Sites et monuments

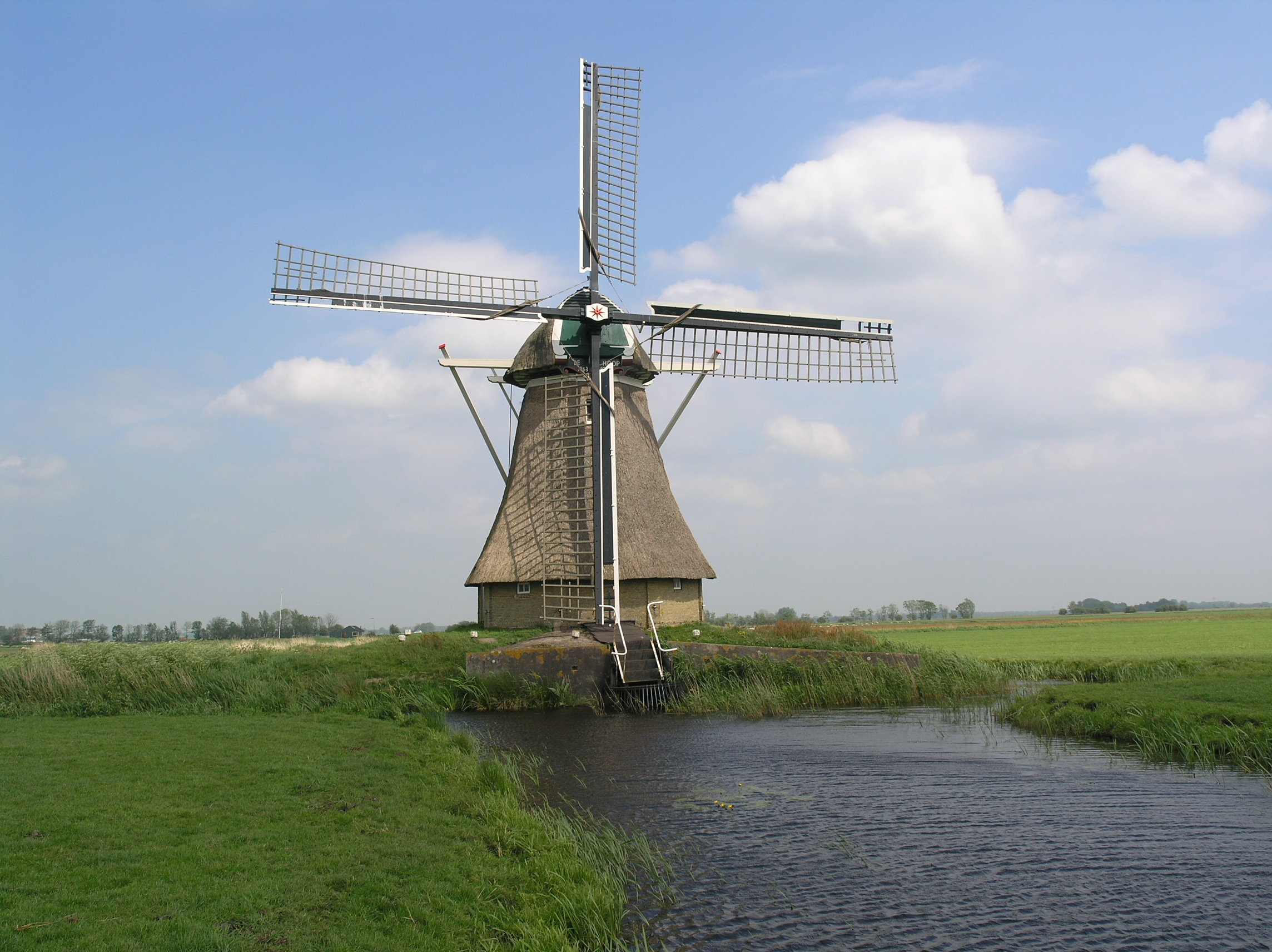
Moulin à vent De Hoop